# Caças de primeira geração

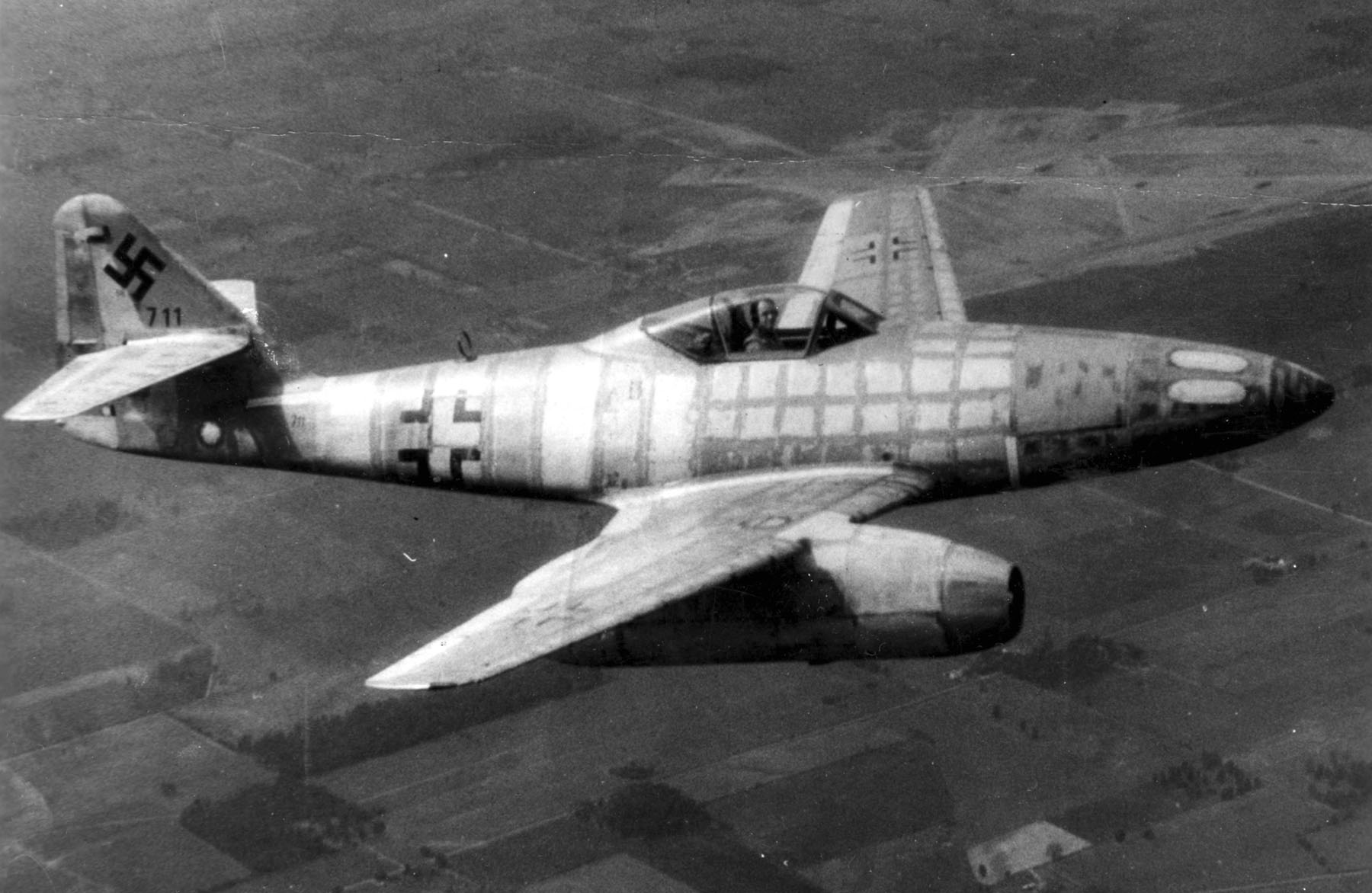
Me 262, o primeiro caça a jato

As aeronaves classificadas como caças de primeira geração são as primeiras tentativas de criação de aeronaves militares usando motores a jato. Alguns foram desenvolvidos durante os dias finais da Segunda Guerra Mundial e passaram por operações de combate muito limitadas. A geração pode ser dividida em dois grandes grupos, jatos mais lentos com asas retas comuns aos caças da era da Segunda Guerra, como o Me 262 e o Gloster Meteor, e os caças maduros da primeira geração de asa com varredura, como o F-86 usado na Guerra da Coreia, que são controláveis em quase sônico, e controlável em um mergulho a velocidades supersônicas.

## Aviões de primeira geração

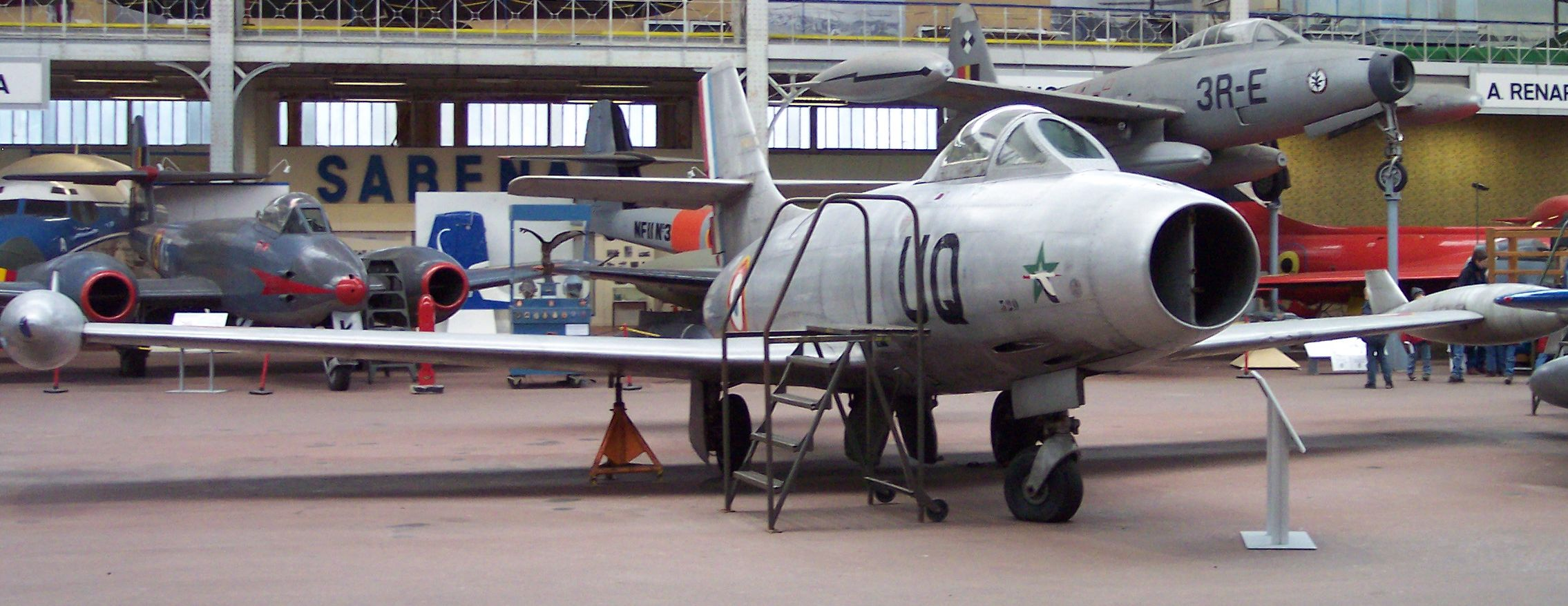
MD450 Ouragan no India's No. 47 "Black Archers" Squadron

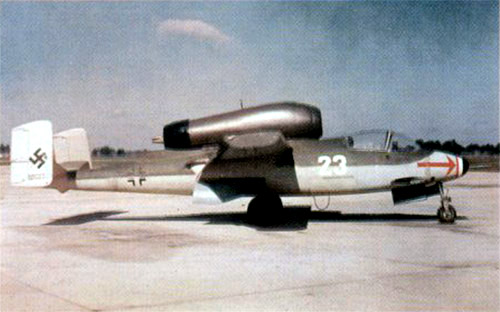
Captured Heinkel He 162 em ensaios pós-guerra nos EUA

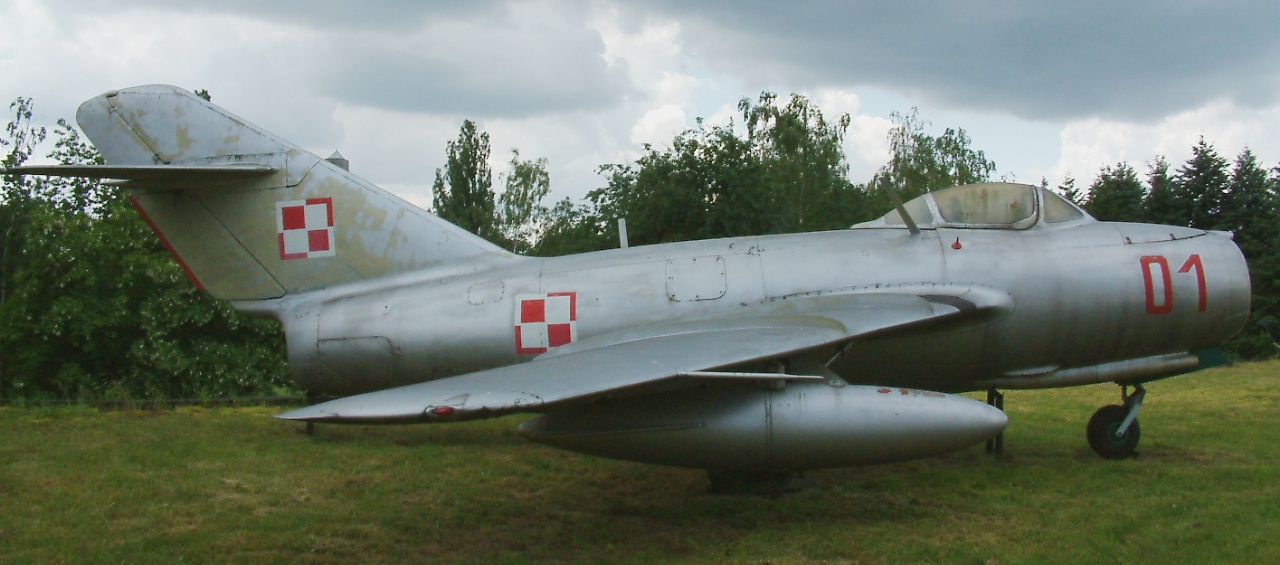
MiG-15 na Polónia.

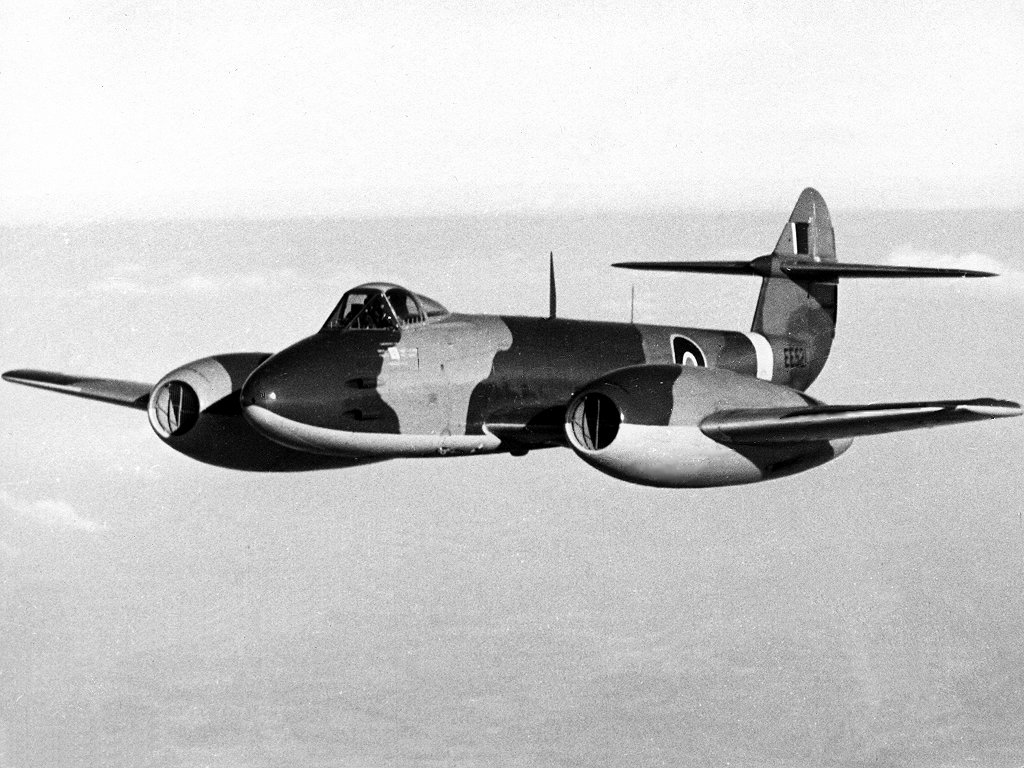
RAF Gloster Meteor

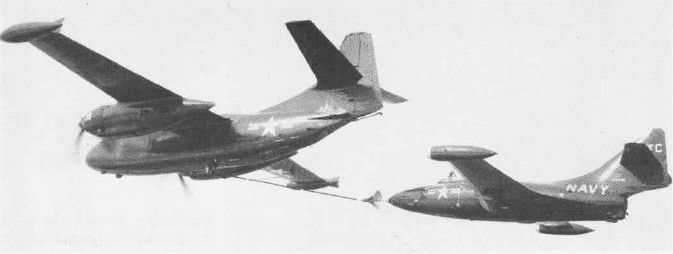
F9F Panther e AJ-2 Savage em reabastecimento em voo, 1953

### Caças Interceptadores
- Canadá
  - Avro CF-100 Canuck
- Reino Unido
  - Armstrong Whitworth Meteor NF
  - de Havilland Venom
- União Soviética
  - Yakovlev Yak-25 'Flashlight'
- Estados Unidos
  - Northrop F-89 Scorpion
  - Lockheed F-94 Starfire
  - Douglas F3D Skyknight

### Bombardeiros
- França
  - Dassault Mystère IV
- Estados Unidos
  - Republic F-84 Thunderjet
  - Republic F-84F Thunderstreak

### Caças de superioridade aérea
Muitos destes também possuam variantes bombardeiros.
- China
  - Shenyang J-5
- Suécia
  - Saab Tunnan
  - Saab Lansen
- Reino Unido
  - de Havilland Vampire
  - de Havilland Venom
- Estados Unidos
  - North American F-86 Sabre
  - McDonnell F2H Banshee
  - McDonnell F3H Demon
- União Soviética
  - Mikoyan-Gurevich MiG-15 'Fagot'
  - Mikoyan-Gurevich MiG-17 'Fresco'
- Canadá
  - Avro CF-100 Canuck
- França
  - Dassault Ouragan
  - Dassault Mystère
  -  Dassault Mystère IV
- Nazi Germany
  - Messerschmitt Me 262
  - Heinkel He 162
- Suécia
  - Saab 21R
  - Saab 29 Tunnan
- União Soviética
  - Mikoyan-Gurevich MiG-9 'Fargo'
  - Mikoyan-Gurevich MiG-15 'Fagot'
  - Mikoyan-Gurevich MiG-17 'Fresco'
  - Lavochkin La-15 'Fantail'
  - Yakovlev Yak-15/17 'Feather'
  - Yakovlev Yak-23 'Flora'
  - Yakovlev Yak-25 'Flashlight'
- Reino Unido
  - de Havilland Vampire
  - de Havilland Venom
  - Gloster Meteor
  - Supermarine Attacker
- Estados Unidos
  - Bell P-59 Airacomet
  - Lockheed P-80 Shooting Star
  - Republic F-84 Thunderjet
  - Republic F-84F Thunderstreak
  - North American F-86 Sabre
  - Northrop F-89 Scorpion
  - Lockheed F-94 Starfire
  - North American FJ-1 Fury
  - North American FJ-2/3/4 Fury
  - McDonnell F2H Banshee
  - McDonnell F3H Demon
  - Douglas F3D Skyknight
  - Douglas F4D Skyray
  - Vought F7U Cutlass
  - Grumman F9F Panther

Uma notável caça pós-guerra que nunca foi utilizado operacionalmente foi o FMA IAE 33 Pulqui II, um caça protótipo construído na Argentina. O Pulqui II foi baseada em modelos antigos por engenheiros  alemães e teve como base inicial para os desenhos Focke-Wulf Ta 183, propôs o sucessor do Me 262.